# Lac Chensagi
Lac Chensagi är en sjö i Kanada.   Den ligger i regionen Nord-du-Québec och provinsen Québec, i den östra delen av landet, 500 km norr om huvudstaden Ottawa. Lac Chensagi ligger 261 meter över havet. Arean är 20,8 kvadratkilometer. Den sträcker sig 7,9 kilometer i nord-sydlig riktning, och 12,1 kilometer i öst-västlig riktning.
I omgivningarna runt Lac Chensagi växer i huvudsak blandskog. Trakten runt Lac Chensagi är nära nog obefolkad, med mindre än två invånare per kvadratkilometer.